# Dicranota (Rhaphidolabis) angulata
Dicranota (Rhaphidolabis) angulata is een tweevleugelige uit de familie Pediciidae. De soort komt voor in het Palearctisch gebied.